# Šoltanski kanal
Šoltanski kanal (slovensko tudi Šoltski kanal) je morski kanal, ki se nahaja v Jadranskem morju na Hrvaškem. Ime je dobil po otoku Šolta. Razteza se v smeri jugozahod - severovzhodu. Na severozahodu meji na otoke Mačaknar, Orud, Drvenik Veli in Krknjaš Veli. Na jugovzhodu meji z otoki Stipanska, Grmej, Polebrnjak in Šolta. Na vzhodu meji na otok Šolta. Na severovzhodni strani je obdan s Splitskim kanalom, mejo, ki povezuje zaliv Stinjiva na Šolti z otokom Krknjaš Mali, pa lahko vzamemo kot poljubno mejo.
Na jugovzhodu se Šoltanski kanal izlije v odprto morje.